# ألكساندر بيتاكوفتش
ألكساندر بيتاكوفتش (بالصربية: Александар Петаковић)‏ (مواليد 6 فبراير 1930) هو لاعب كرة قدم. يلعب مع منتخب يوغوسلافيا لكرة القدم. سبق له أن لعب في كأس العالم لكرة القدم مع منتخب بلاده.

## روابط خارجية
- ألكساندر بيتاكوفتش على موقع الاتحاد الدولي (مؤرشف)  (الإنجليزية)
- ألكساندر بيتاكوفتش على موقع قاعدة بيانات كرة القدم.إي يو (الإنجليزية)
- ألكساندر بيتاكوفتش على موقع ناشيونال فوتبول تيمز (الإنجليزية)
- ألكساندر بيتاكوفتش على موقع Soccerway.com (الإنجليزية)
- ألكساندر بيتاكوفتش على موقع عالم كرة القدم.نت (الإنجليزية)